# Lucas Ribeiro Costa
Lucas Ribeiro Costa (Santa Helena, 9 oktober 1998) is een Braziliaans voetballer die sinds 2022 onder contract ligt bij SK Beveren.

## Carrière

### Valenciennes FC
Ribeiro Costa genoot zijn jeugdopleiding bij EC Pinheiros. In 2017 haalde Valenciennes FC hem naar Europa. In twee seizoenen tijd speelde hij daar slechts één officiële wedstrijd in het eerste elftal: op 9 december 2018 mocht hij in de tweede ronde van de Coupe de France tegen ES Thaon invallen tijdens de verlengingen. De Braziliaan scoorde de 3-5 in een knotsgekke bekerwedstrijd die uiteindelijk op 3-6 eindigde in het voordeel van Valenciennes.

### Excelsior Virton
In 2019 maakte Ribeiro Costa de overstap naar België. In het seizoen 2019/20 speelde hij bij Excelsior Virton in Eerste klasse B. Hij speelde er slechts acht officiële wedstrijden, maar daarin was hij wel goed voor vier goals. Toen de club geen licentie meer kreeg voor profvoetbal, stapte Ribeiro Costa over naar Sporting Charleroi. Virton tekende protest aan en eiste een vergoeding van 350.000 euro voor de Braziliaan.

### Sporting Charleroi
Bij Charleroi kreeg hij in zijn eerste halve seizoen vooral korte invalbeurten. Dat belette hem evenwel niet om zich te tonen: zowel tegen Antwerp FC als tegen Zulte Waregem leverde hij een assist af nadat hij pas na de 85e minuut was ingevallen. Desondanks werd hij op de slotdag van de wintertransfermarkt uitgeleend aan 1B-club RWDM.

### RWDM
Ribeiro Costa speelde in een half seizoen tijd twaalf officiële wedstrijden voor RWDM. Trainer Vincent Euvrard probeerde hem daarin op verschillende posities uit, namelijk als rechtsbuiten, centrumspits en aanvallende middenvelder. RWDM-voorzitter Thierry Dailly liet achteraf optekenen dat het in de zomer van 2021 geen poging deed om de uitleenbeurt van Ribeiro Costa te verlengen, zoals bij Thomas Ephestion, omdat er op zijn positie minder nood was aan versterking.

### Excel Moeskroen
In augustus 2021 leende Charleroi hem opnieuw uit, ditmaal aan Royal Excel Moeskroen, dat enkele maanden eerder naar Eerste klasse B was gedegradeerd. In zijn debuutwedstrijd, uitgerekend tegen zijn ex-club RWDM, kreeg hij na nog geen uur spelen rood na een tweede keer geel. Op 14 september 2021 scoorde hij in de bekerwedstrijd tegen KVK Wellen (3-1-zege) zijn eerste doelpunt voor Moeskroen. Vier dagen later opende hij tegen zijn ex-club Virton zijn doelpuntenrekening in 1B. Ook zijn tweede competitiedoelpunt van het seizoen scoorde hij tegen een ex-club van hem, ditmaal RWDM. 
Ondanks vijf competitiedoelpunten tijdens het kalenderjaar 2021, waarmee hij clubtopschutter van Excel Moeskroen was, werd de huurovereenkomst tussen Charleroi en Moeskroen in januari 2022 vroegtijdig beëindigd. De Braziliaan liet achteraf optekenen dat hij zich op sportief en menselijk vlak goed voelde bij Moeskroen, maar dat hij zich op extrasportief vlak zorgen maakte.

### SK Beveren
Kort na zijn vertrek bij Moeskroen werd Ribeiro Costa voor de rest van het seizoen uitgeleend aan Waasland-Beveren. Voor de eerste twee wedstrijden moest hij verstek geven wegens een scheurtje in de quadriceps, waarna hij op 5 februari 2022 zijn officiële debuut maakte voor Waasland-Beveren: uitgerekend tegen Excel Moeskroen (3-0-verlies) liet trainer Marc Schneider hem kort voor het uur invallen.
Na vier invalbeurten op rij kreeg hij op de 23e competitiespeeldag een eerste basisplaats van Jordi Condom, die een kleine week eerder het trainersroer had overgenomen van Schneider. Ribeiro Costa bedankte met een assist tegen zijn ex-club Excelsior Virton. Een week later scoorde hij twee keer in het 3-3-gelijkspel tegen KMSK Deinze. Nog eens een week later was hij met een vroege assist voor Daniel Maderner tegen Lommel SK voor de derde week op rij belangrijk voor zijn huurclub. Lommel SK maakte uiteindelijk nog gelijk, waardoor de kloof tussen RWDM en Waasland-Beveren uitgroeide tot zeven punten. Hierdoor moest Waasland-Beveren na de 2-0-nederlaag tegen Lierse Kempenzonen op 1 april 2021 definitief de handdoek in de ring gooien in de strijd om de tweede plaats en het bijbehorende ticket voor de barragewedstrijden voor promotie.
Op 6 april 2022 kondigde Waasland-Beveren aan dat het Ribeiro Costa definitief overnam van Sporting Charleroi.

## Clubstatistieken
| Seizoen         | Club                    | Land               | Competitie      | Competitie | Competitie | Beker | Beker | Supercup | Supercup | Europees | Europees | Totaal | Totaal |
| Seizoen         | Club                    | Land               | Competitie      | Wed.       | Dlp.       | Wed.  | Dlp.  | Wed.     | Dlp.     | Wed.     | Dlp.     | Wed.   | Dlp.   |
| --------------- | ----------------------- | ------------------ | --------------- | ---------- | ---------- | ----- | ----- | -------- | -------- | -------- | -------- | ------ | ------ |
| 2018/19         | Valenciennes FC         | Vlag van Frankrijk | Ligue 2         | 0          | 0          | 1     | 1     | —        | —        | —        | —        | 1      | 1      |
| 2019/20         | Excelsior Virton        | Vlag van België    | Eerste klasse B | 8          | 4          | 0     | 0     | —        | —        | —        | —        | 8      | 4      |
| 2020/21         | Sporting Charleroi      | Vlag van België    | Eerste klasse A | 8          | 0          | 0     | 0     | —        | —        | 2        | 0        | 10     | 0      |
| 2020/21         | → RWDM                  | Vlag van België    | Eerste klasse B | 11         | 0          | 1     | 0     | —        | —        | —        | —        | 12     | 0      |
| 2021/22         | → Royal Excel Moeskroen | Vlag van België    | Eerste klasse B | 15         | 5          | 1     | 1     | —        | —        | —        | —        | 16     | 6      |
| 2021/22         | → Waasland-Beveren      | Vlag van België    | Eerste klasse B | 10         | 2          | 0     | 0     | —        | —        | —        | —        | 10     | 2      |
| 2022/23         | SK Beveren              | Vlag van België    | Eerste klasse B | 31         | 11         | 2     | 0     | —        | —        | —        | —        | 33     | 11     |
| Carrière totaal | Carrière totaal         | Carrière totaal    | Carrière totaal | 83         | 22         | 5     | 2     | 0        | 0        | 2        | 0        | 90     | 24     |

Bijgewerkt op 15 mei 2023.